# G2644/2645、G2646/2643次列车
G2644/2645、G2646/2643次列车是中国铁路运行于黑龙江省哈尔滨市哈尔滨西站至江苏省南京市南京南站的高速动车组列车，自2023年7月1日起开行，途经江苏省、安徽省、山东省、河北省、天津市、辽宁省、吉林省、黑龙江省七省一市，现由哈尔滨铁路局哈尔滨客运段担当客运业务。其中哈尔滨西站至南京南站运行11小时12分，全长2127千米，使用车次G2644/2645次，南京南站至哈尔滨西站运行10小时43分，全长2207千米，使用车次G2646/2643次。该车次是继G1202/1203、G1204/1201次列车之后哈尔滨铁路局开行的第二对前往上海铁路局管内的高速动车组列车和第二对经由京沪高速铁路南段的高速动车组列车，有效缓解了有关区间的购票压力，进一步便利了东北三省前往长三角地区的出行需求。

## 历史
2021年6月25日，配合京沪高速铁路列车运行图重排，安排开行北京南至上海虹桥的G126/163次列车一对，为周末线，仅在周末及高峰期开行。
2023年7月1日起，G126/163次列车运行区段调整为哈尔滨西站至南京南站间运行，同时车次号改为现车次（G2644/2645、G2646/2643次），担当路局也由上海铁路局转变为哈尔滨铁路局，延长区段经由京哈客运专线、京哈铁路、津秦客运专线运行。

## 使用列车
列车现使用配属于哈尔滨局集团哈尔滨西动车运用所的CRH380BG，重联运行；同时在第二天套跑南京南站与上海南站间往返的C3001/3004、C3002/3003次列车。